# Cowboy Henk
Cowboy Henk is een Belgische stripreeks, getekend door Herr Seele en geschreven door Kamagurka. Het is een absurde stripreeks die oorspronkelijk in de krant De Morgen liep, maar later door het blad Humo werd overgenomen. De serie werd van 1981 tot 2011 onafgebroken gepubliceerd.

## Geschiedenis
In 1981 publiceerde Kamagurka een eenmalig langlopend stripverhaal, genaamd: Meneerke Plagiaat, in de Belgische krant Vooruit (later De Morgen). Aan het einde van zijn verhaal besloot het strippersonage Meneerke Plagiaat zelf een stripfiguur te bedenken. Hij noemde deze figuur "Cowboy Henk, in tegenstelling tot Zorro". Op 24 september 1981 verscheen zo de eerste gag rond Cowboy Henk. Kamagurka bedacht de grappen en dialogen, terwijl zijn vriend, Herr Seele, de verhalen tekende.
Oorspronkelijk verscheen Cowboy Henk in zwart-wit en in korte gags van amper 4 tot 6 prentjes per aflevering. Af en toe beleefde Cowboy Henk ook weleens langlopende vervolgverhalen. De Morgen ontving na een tijd veel kwade lezersbrieven waarin mensen vooral over de humor klaagden. Van 1982 tot 2011 verscheen de stripreeks in Vlaanderen exclusief in het blad Humo, waarin wekelijks een gagpagina rond het personage werd gepubliceerd. In het buitenland kan men de reeks ook lezen in L' Echo des Savannes en Raw, en in landen als Frankrijk, Engeland, de Verenigde Staten van Amerika, Spanje en Nederland.
In de komische televisiereeksen Lava en Johnnywood (1989-1990) met Kamagurka en Herr Seele waren af en toe korte tekenfilmpjes rond Cowboy Henk te zien, ingesproken door Herr Seele. Ook speelde Herr Seele af en toe Cowboy Henk (met een gele kuif op zijn kale hoofd), terwijl Kamagurka aan de kijkers diens bizarre avonturen vertelde. In Kama en Seeles radioprogramma's, zoals Studio Kafka, werden zijn avonturen ook af en toe verteld.
Cowboy Henk was jarenlang een van de mascottes van Humo en stond op menige cover. Eind oktober 2011 verdween Cowboy Henk haast geruisloos uit het blad. Volgens de redactie van Humo kreeg de cartoon geen reacties meer, ook niet na beëindiging van de wekelijkse plaatsing. De stripreeks werd van 2011 tot 2012 tijdelijk vervangen door de zwart-witstrip "Dikke Billie Walter", eveneens van de hand van Kamagurka en Herr Seele. Uiteindelijk werd ook deze reeks afgevoerd.
Op 10 april 2013 werd, in het radio-journaal van Studio Brussel om 17 u., aangekondigd dat Cowboy Henk binnenkort opnieuw zou verschijnen in Humo. Dit werd genoteerd uit de mond van Herr Seele, die dit verklaarde in Frankrijk, waar op dat moment een tentoonstelling liep over Cowboy Henk. Het personage keerde terug, eerst in de vorm van cartoons die een ganse pagina bestreken en inpikten op de actualiteit, vanaf september 2013 ook in de vorm van een vervolgreeks die op humoristische wijze de geschiedenis van België vertelt.
In 2014 won de reeks op het Internationaal stripfestival van Angoulême de Prix du Patrimoine. Cowboy Henk won de prijs naar aanleiding van het compilatiealbum dat was verschenen.
In mei 2017 kondigden de makers aan dat ze een eigen uitgeverij genaamd Hoek af gaan oprichten. Deze uitgeverij zal de albums van deze stripreeks opnieuw uitgeven in beperkte oplage.

## Personage
Cowboy Henk is een gespierde volwassen man met een karakteristieke stevige kin en een grote, lange gele kuif die volgens het jubileumalbum De Bananenkuif (2001) uit banaan is gemaakt. Meestal draagt hij een wit T-shirt met korte mouwen, een blauwe broek en zwarte schoenen met bolle punten. In zijn eerste gags was hij een echte cowboy, vandaar de naam Cowboy Henk. 
Henk is volslagen karakterloos en onvoorspelbaar. Hij gedraagt zich vaak bizar, maar ook omgekeerd is de wereld om hem heen bijzonder surrealistisch. Hij ondergaat alle waanzin meestal kalm, maar wordt ook weleens onverwacht agressief en zelfs gewelddadig. Soms gedraagt Henk zich als een naïef kind dat nog bij zijn moeder woont en ook naar de lagere school gaat. Andere keren gedraagt hij zich meer als iemand van volwassen leeftijd door bijvoorbeeld een beroep uit te oefenen of zich met seks of drugs bezig te houden. Hij heeft geen vaste baan, al verscheen hij in een aantal opeenvolgende gags weleens als journalist, kapper en als schilder. Gezien Henk in sommige cartoons seks heeft met mannen, in andere met vrouwen, kunnen we concluderen dat hij biseksueel is. 
Henk is het enige vaste personage in de strip. Andere nevenfiguren zoals Bob de beul, Dave Overgeef of de Champetter gaan slechts enkele gags mee en verdwijnen dan weer.

## Stijl
Net als Kamagurka's overige strips en cartoons is Cowboy Henk een absurde stripreeks, gericht op volwassenen. Herr Seele vertelde in interviews geregeld dat hij zich qua humor heeft laten inspireren door de Amerikaanse stripreeks Zippy the Pinhead door Bill Griffith. Sommige Cowboy Henk-gags zijn haast kinderlijk qua sfeer. Andere zitten dan weer vol seks, drugs, dood, geweld en zwarte humor. Bepaalde gags zijn choquerend of bevatten schuine moppen, sekshumor en/of poep-en-pieshumor. Door de eenvoudige, naïeve tekenstijl wordt Cowboy Henk in Humo ook al jaren gelezen door kinderen. Dit leidde in de loop der jaren geregeld tot kwade lezersbrieven van ouders die klaagden over de kindonvriendelijke vulgariteiten in de strip.

## In populaire cultuur

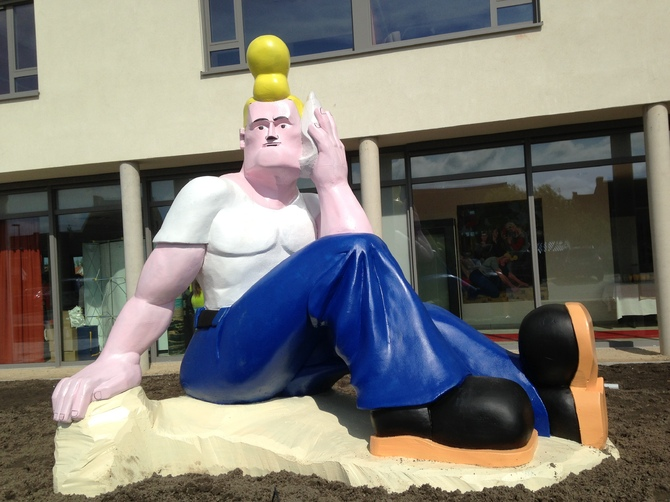
Cowboy Henk-piëta aan woonzorgcentrum De Ril in Middelkerke

- Cartoonist Gal tekende ooit een reeks cartoons voor het blad Panorama/De Post (tegenwoordig P-Magazine) die de actualiteit van de jaren 1955-1984 in beeld brachten. Voor het jaar 1956 ontwierp hij een cartoon waarop Elvis Presley te midden van verschillende politici en mediafiguren die dat jaar in het nieuws waren danst. Links onderaan tracht Cowboy Henk, jaloers op Elvis' vetkuif, de bladzijde om te draaien.
- Cowboy Henk is te zien op de hoes van het album "Steelt de Schouw!" (1994) voor Pater Moeskroen, geïllustreerd door Herr Seele zelf.
- Cowboy Henk verscheen ook op de cover en de illustraties in het boek zelf van "Geheimzinnige Sterren: over de Belgische Strip" (1996) door Rik Pareit.
- Cowboy Henk had een gastrol in het Kiekeboealbum Bij Fanny op schoot (2005).
- Hij had ook een cameo in het Urbanusalbum Het Pedo-Alarm (2012).
- Sinds 2008 is er vlak bij het Sint-Martinusinstituut in Koekelare een beschilderde muur met Cowboy Henk op te aanschouwen waarop Cowboy Henk reclame maakt voor veilig naar school gaan. De tekening werd door leerlingen van het instituut ontworpen en beschilderd en verder afgewerkt door Herr Seele zelf.
- In Kortrijk staat sinds 22 juli 2004 een grote buste van Cowboy Henk. Het is een groensculptuur die echter inmiddels van de Vlamingstraat naar de Oudenaardsesteenweg is verhuisd.[4]
- In Middelkerke staat een beeld van Cowboy Henk aan de ingang van woon- en zorgcentrum "De Ril". In de inkomhal zijn fresco's van hem te zien.[5]
- In 2023 tekende Herr Seele een geboortekaartje voor Otilie Jansseune. Een boekje met een verhaal van Cownboy Henk en de geboorte van Otilie.

## Publicaties

### Reguliere albums
- "De tintelende titel" (1982), Uitgeverij Kritak
- "Het geroken oor" (1982), Uitgeverij Kritak
- "Cowboy Henk zet door" (1983), Uitgeverij Kritak
- "'t Gekuifde kunstwerk" (1985), Uitgeverij Harmonie
- "De paardenschenkers" (1986), Uitgeverij Harmonie
- Maurice Le cowboy (1986) Parijs l'echo des savannes Albin Michel
- "Cowboy Henk in de Benelux" (1989), Uitgeverij Harmonie
- "Cowboy Henk serveert" (1991), Uitgeverij Harmonie/Loempia
- "Cowboy Henk maakt kennis!" (1993), Uitgeverij De Harmonie/Loempia
- "Cowboy Henk trakteert!" (1994), Uitgeverij De Harmonie/Loempia
- Cowboy Henk King of dental floss (1994) Gent De Schaar
- Cowboy Henk. Der könig der zahnseide (duits) (1994) Zurich Edition Moderne
- "De kappende kapper" (1998), Uitgeverij De Harmonie/De Standaard
- "De gierende gynaecoloog" (1998), Uitgeverij De Harmonie/De Standaard
- "Verscheurkalender 2002" (2001), Uitgeverij Infotex
- "Verscheurkalender 2003" (2002), Uitgeverij Infotex
- "In, onder en boven Oostende" (2005), De Bezige Cowboy (uitgave in eigen beheer Kama & Seele)
- Eigen valk eerst (2005) Antwerpen Isel magazine en Vitrapoint (limited edition 300 ex)
- "In de Far Out West" (2010), De Bezige Bij/Borgerhoff & Lamberigts
- Cowboy Henk en de bomen (2011) Provinciebestuur Antwerpen/ Kalmthout Arboretum
- De dikke Cowboy Henk (2012) De Bezige Bij
- Cowboy Henk Ja Lahjahevoset (Fins Paardenschenkers) (2012) Helsinki: Huuda Huuda
- Cowboy Henk debarque en France (2013) Brussel Parijs Frémok
- Cowboy Henk L'Humour vache (2013) Brussel Parijs Frémok
- De vaderlandsche geschiedenis verteld door Cowboy Henk (2014) Antwerpen Brussel Parijs De Bezige Bij en Frémok
- L'Histoire de la Belgique pour tous (franstalig De vaderlandsche geschiedenis) (2014) Brussel Parijs Frémok
- Jeder mensch ist ein cowboy (2016) zurich Edition Moderne

### Verzamelalbums
- "De verzamelde werken, Deel 1" (2000), De Stripuitgeverij
- "De verzamelde werken, Deel 2" (2000), De Stripuitgeverij
- "De verzamelde werken, Deel 3" (2001), De Stripuitgeverij
- "De Bananenkuif: 20 jaar Cowboy Henk", (2001), De Stripuitgeverij
- "De verzamelde werken, Deel 4" (2002), De Stripuitgeverij
- "Cowboy Henk", (2012), Uitgeverij De Bezige Bij
- "Cowboy Henks Museum" (stories without words) (2017), Uitgeverij Hoekaf (uitgave in eigen beheer kama & Seele)
- "Cowboy Henk, Kommer -en Kweltijd" (2017), Uitgeverij Hoekaf (uitgave in eigen beheer Kama & Seele)
- "Cowboy Henk Op z'n Hondjes" (2017), Uitgeverij Hoekaf (uitgave in eigen beheer kama & Seele)
- "Cowboy Henk The Invasion of the Breakfast Snatchers" (2017), UItgeverij Hoekaf (uitgave in eigen beheer Kama & Seele)